# Debbie Van Kiekebelt
Debbie Van Kiekebelt, född 1 mars 1954, är en friidrottare från Kanada. Hon deltog vid olympiska sommarspelen 1972.